# Solomon Dodaschwili

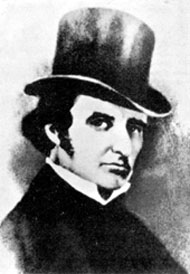
Solomon Iwanowitsch Dodaschwili

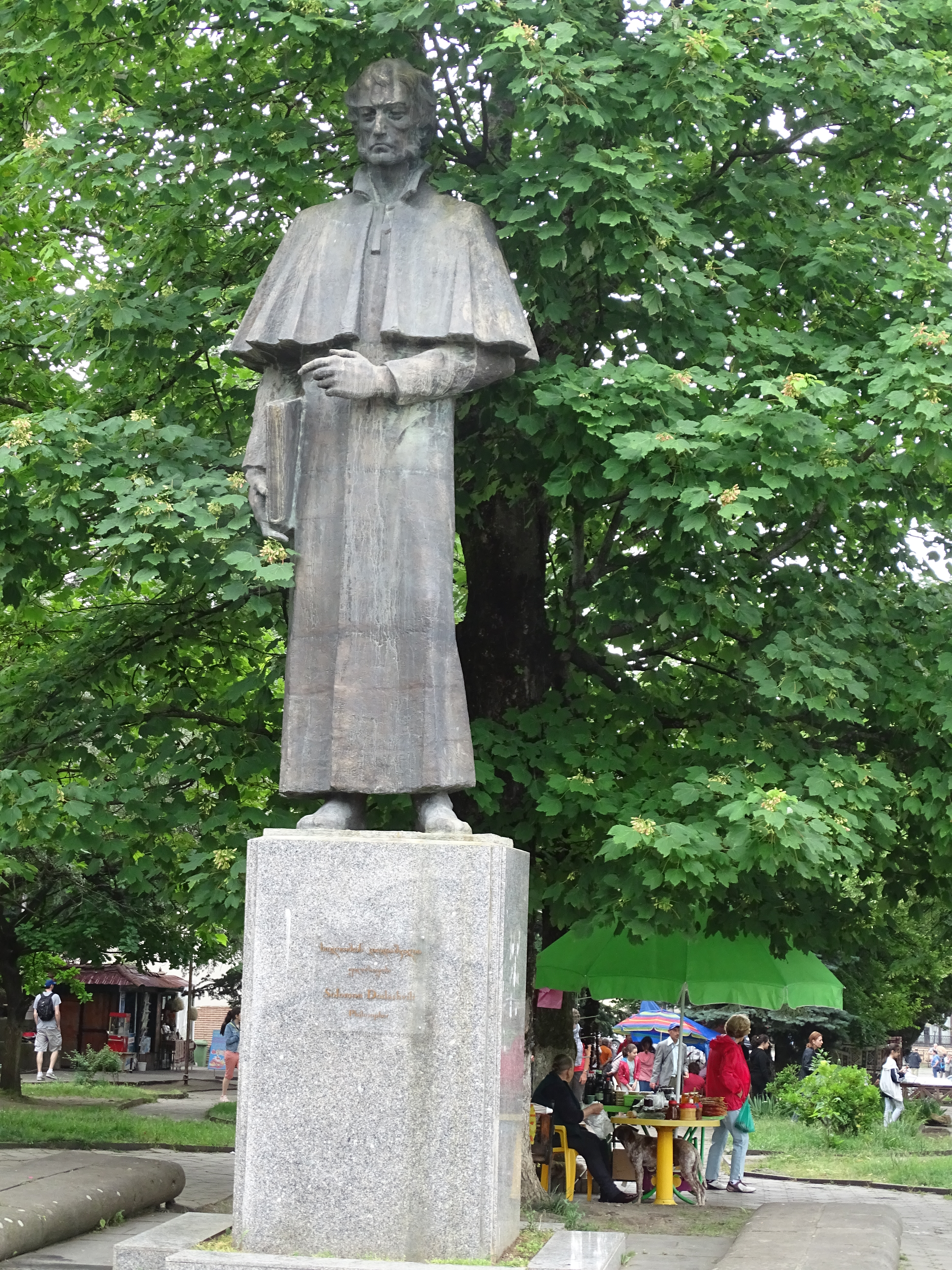
Denkmal in Sighnaghi

Solomon Dodaschwili (georgisch სოლომონ დოდაშვილი; russisch Соломон Иванович Додашвили; * 17. Mai 1805 in Magharo, Kachetien; † 20. August 1836 in Wjatka) war ein georgischer Philosoph, Lehrer, Journalist und Belletrist.
Dodaschwili wurde in einer Zeit geboren, als Georgien bereits Teil des Russischen Zarenreiches war. Er studierte an der Universität Sankt Petersburg, wo er sein Studium 1828 mit dem Erhalt des Magistergrades in Philosophie abschloss. In Sankt Petersburg hatte er Kontakt zu den Dekabristen und wurde 1825 Zeuge der Niederschlagung ihres Aufstands gegen die Herrschaft des Zaren. Während seines Studiums veröffentlichte er unter dem Pseudonym Dodajew-Magarski, russisch Додаев-Могарский, eine bedeutende Arbeit über die traditionelle Logik, die im Jahr 1827 erschien.
Nach dem Ende seines Studiums kehrte er nach Tiflis zurück und arbeitete dort als Lehrer. Er schrieb Geschichtsbücher, georgische Grammatiken und Lehrbücher über Philosophie, die er für den Unterricht seiner Schüler benötigte. Da er in Opposition gegen die russische Herrschaft über seine Heimat stand, erzog er seine Schüler im Sinne des georgischen Nationalismus. Er beeinflusste auf diese Weise viele georgische Intellektuelle und Schriftsteller, darunter auch den Dichter Nikolos Barataschwili. Zur gleichen Zeit war er Herausgeber der ersten georgischsprachigen Zeitung Tp’ilisis utsk’ebani, einer Beilage der russischen Tiflisskie Vedomosti.
Seine Karriere wurde 1832 durch den Fehlschlag einer Revolte gegen die russische Herrschaft beendet, an der er beteiligt war. Im Gegensatz zur Mehrheit seiner Mitverschwörer, welche die Herrschaft der georgischen Königsdynastie der Bagratiden restaurieren wollten, favorisierte er die Proklamierung einer georgischen Republik. Nachdem er von der russischen Polizei verhaftet worden war, verbannte man ihn nach Wjatka, wo er 1836 an Tuberkulose verstarb.
1994 wurde er in das Mtazminda-Pantheon in Tiflis umgebettet.

## Werke
- С. Додаев-Магарский; Курс философии, ч. Логика. 1827
- Logik, St. Petersburg 1828
- Methoden der Logik, Monografie, Tiflis 1829
- Kurze Grammatik der georgischen Sprache, Tiflis 1830
- Kurzer Abriss der georgischen Literatur. Artikel in der Zeitung Moskovskie Vedomosti. 1832